# Abdallah Ali Mohamed
Abdallah Ali Mohamed (ur. 11 kwietnia 1999 w Moroni) – komorski piłkarz francuskiego pochodzenia występujący na pozycji obrońcy w szwajcarskim klubie Stade Lausanne-Ouchy.